# قصر الحجر المرابطي
قصر الحجر هو قصر بني بمراكش وهو النواة الأولى لمراكش فقد بني أول مرة من طرف الأمير أبو بكر بن عمر اللمتوني سنة 1070 مما انه أول بناية بالمدينة وقد سمي كذلك لانه بني بحجر صلب.

## توسعاته
تعرض لكثير من التوسيعات منها توسعة يوسف بن تاشفين وبناء قصر علي بن يوسف وبناء قصر الامة وكان قصر الحجر من أعظم ما شيد من طرف المرابطين وبني فيه أيضا مسجده الذي كشفت آثاره في القرن العشرين وبنين تحته السجينة وقد كان خزينا لاموال الدولة والسلاح

## في عهد الموحدين
مع دخول الخليفة الموحدي عبد المؤمن بن علي الكومي وقتل إسحاق بن علي آخر أمير مرابطي كما دخل المدينة قام بهدم مسجد قصر الحجر ومسجد علي بن يوسف والمساجد المرابطية على حسب وصية محمد بن تومرت بان تهدم المساجد المرابطية بمراكش لانه حسب زعم بن تومرت انه المرابطين يصلون على قبلة خاطئة ولكنه الموحدين الذين يصلون بقبلة خاطئة ولكن القصر بقي مقر للموحدين حتى عهد السلطان أبو يوسف يعقوب بن يوسف المنصور الموحدي بحيث انه بنى القصبة الموحدية وهدم القصر 